# The Ambassador (film)
Pour les articles homonymes, voir The Ambassador.
Pour plus de détails, voir Fiche technique et Distribution.
The Ambassador est un film documentaire danois écrit et réalisé par Mads Brügger, sorti en 2011.
Il a été présenté au Festival de Sundance 2012.

## Synopsis
Le film traite de l'expérience de Mads Brügger, qui achète une accréditation diplomatique libérienne auprès de la République centrafricaine afin de faire du trafic de diamants, tout en prétextant vouloir créer une usine d'allumettes : ce faisant, il dévoile la corruption qui lie le courtage du titre de diplomate et les diamants de conflits.

## Fiche technique
- Titre : The Ambassador
- Réalisation : Mads Brugger
- Scénario : Mads Brugger
- Production : Peter Aalbæk Jensen et Peter Garde
- Société de production : Zentropa
- Photographie : Johan Stahl Winthereik
- Musique : Olivier Alary et Johannes Malfatti
- Genre : film documentaire
- Langue : anglais, danois, français
- Durée : 93 minutes
- Pays d'origine : Danemark
- Dates de sortie :
  -  : 5 octobre 2011
  -  Festival de Sundance 2012 : 20 janvier 2012

## Distribution
- Mads Brugger